# Stranded on Honeymoon Island Sverige
Stranded on Honeymoon Island Sverige är en svensk realityserie som hade premiär på Max och Kanal 5 den 3 juni 2025. Serien är en svensk version baserad på ett format från Snowman Productions, som är en del av Seven.One Studios. Det har tidigare gjorts versioner i bland annat Australien, Belgien, Tyskland, Portugal, Nederländerna och Tjeckien. Programledare för den svenska versionen är Nikki Amini.

## Upplägg
Programmet inleds med att deltagarna får genomgå en två minuter lång speeddejt. Under den tiden ska de hitta personen som de vill gifta sig med. Paren matchas ihop med hjälp av vad som kallas relationsexperter. Först vid altaret på Filippinerna möter paren sin framtida livspartner och gifter sig. Paren strandas därefter på isolerade tropiska öar där de tillbringar sin smekmånad och får de möjlighet att lära känna varandra på djupet.

## Deltagare
Den 20 maj presenterades de åtta deltagarna, fyra kvinnor och fyra män.

### Kvinnor
| Namn               | Ålder | Yrke                                  | Ort       |
| ------------------ | ----- | ------------------------------------- | --------- |
| Jessica Josefsson  | 30    | Salongsägare                          | Jönköping |
| Esperanza Berglund | 35    | Rådgivare                             | Stockholm |
| Linn Carlqvist     | 30    | Egenföretagare                        | Olofström |
| Sofia Sjöberg      | 26    | Logistikarbetare och medieentreprenör | Särö      |

### Män
| Namn            | Ålder | Yrke                            | Ort       |
| --------------- | ----- | ------------------------------- | --------- |
| Albin Krook     | 31    | Snickare                        | Göteborg  |
| Thomas Lundgren | 30    | Drifttekniker                   | Uppsala   |
| Maher El-Zebda  | 43    | Handläggare inom socialtjänsten | Lidingö   |
| Anders Westberg | 40    | Brandskyddsmontör               | Stockholm |